# Gabriel Cortès Cortès
Gabriel Cortès i Cortès (Palma, 1903-1967) fou un advocat, polític, dramaturg, novel·lista i historiador mallorquí. Va ser President del Consell d'Administració del Banc de Crèdit Balear. Milità a la CEDA de Gil-Robles i, després, a Falange, va ser regidor de l'Ajuntament de Palma durant la Segona República Espanyola i ho tornà a ser durant els primers anys del franquisme, del que sembla distanciar-se aviat.
Fou premi Gabriel Maura de novel·la l'any 1959 amb L'altre camí, i premi «Bartomeu Ferrà» de teatre, el 1963, amb Els comparses. També és autor de les novel·les El jardín del ateo (1946) i Pel camí del vent (1968). De la seva producció teatral, cal citar-ne, entre d'altres, les obres Nit de festa (1928), La cançó del mar (1935), Aigua de pluja (1951) i Els cims lluminosos (1957).
Com a historiador, treballà principalment amb materials relacionats amb els jueus, els conversos i els xuetes de Mallorca, fou autor de los judíos mallorquines y sus descendientes cristianos, enllestida el 1944 però que no es publicà fins al 1985, i va ser responsable, juntament amb Miquel Forteza i Pinya, de l'edició de La Inquisición de Mallorca - Reconciliados y relajados, (Barcelona, 1946), publicada anònimament. La seva mort es produí sobtadament durant la polèmica generada pel llibre del seu amic Miquel Forteza Els descendents dels jueus conversos de Mallorca, en la que participà activament.